# Ермаковский (Свердловская область)
Ермаковский — посёлок в Нижнетуринском муниципальном округе Свердловской области России. Ранее посёлок входил в состав Сигнального сельсовета города Нижней Туры.

## Географическое положение
Посёлок Ермаковский расположен в 29 километрах (по дорогам в 35 километрах) к северу от города Нижней Туры, в бассейне реки Белой (левого притока реки Ис, речной бассейн Тура). Во время половодья автомобильное сообщение затруднено.

## Население
| 2002 | 2010 |
| ---- | ---- |
| 0    | →0   |